# John Stamos
John Phillip Stamos (født 19. august 1963)  er en amerikansk skuespiller, producer, musiker og sanger. Han er bedst kendt for sin rolle som Blackie Parrish i ABC-serien General Hospital, som han blev nomineret til Daytime Emmy Award i kategorien "Outstanding Supporting Actor in a Drama Series" for. Han er også kendt for sin rolle som Jesse Katsopolis i ABC' sitcom Full House (1987-1995). Siden serien sluttede i 1995 har Stamos optrådt i adskillige tv-film og serier, bl.a. som Dr. Tony Gates i NBC's medicinske drama ER (2005-2009), i teaterstykkerne Bye Bye Birdie (2010) og The Best Man (2012), som hovedrollen i Fox' sitcom Grandfathered (2016), og som Dr. Nicky i den psykologiske Netflix-serie You (2019-).

## Opvækst
John Stamos blev født den 19. august 1963 i Cypress, Californien som søn af af William "Bill" Stamos, en andengenerations græsk-amerikansk restauratør, og Loretta (født Phillips). Hans oprindelige familieefternavn er Stamatopoulos (græsk : Σταματόπουλος). 
Som ung arbejdede Stamos i sin fars restauranter, og havde som teenager et job med at vende burgere i Orange County-området. Han gik på John F. Kennedy High School og spillede i skolens showband. Som 15-årig var han til sin første Beach Boys-koncert; som den store fan han er, ville han senere komme på turne med bandet. Hans forældre støttede hans skuespillerdrøm, selvom han endte med at skippe første semester på Cypress College i 1981 for at fokusere på at komme i gang med skuespillet - med farens velsignelse. Efter kun tre uger fik han sin første rolle på General Hospital. 

## Skuespilkarriere

### 1982–1986: Tidlig karriere
Stamos begyndte sin skuespillerkarriere med rollen som Blackie Parrish på sæbeoperaen General Hospital fra slutningen af januar 1982, rolle blev han nomineret til en Daytime Emmy Award for i 1984. I april gik han videre til hovedrollen i den kortvarige CBS-sitcom Dreams, hvor han spillede en håbefuld musiker i et band med samme navn. Senere blev han del af castet i sitcommen You Again? (1986) med Jack Klugman. I 1986 medvirkede Stamos i sin første spillefilm Never Too Young to Die, en actionspionfilm, hvor Kiss-bassisten Gene Simmons medvirker. Selvom filmen var tænkt som en "ung James Bond "-film (den tidligere Bond-skuespiller George Lazenby optræder endda som far til Stamos' karakter), blev filmen et anmelder- og kommercielt flop. 

### 1987–1995:Full House
I slutningen af 1980'erne blev ABC 's Full House gradvist et hit, og serien bundfæstede Stamos karriere. Han bad eftersigende skaberen og executive producer Jeff Franklin om hans karakters efternavn kunne være Katsopolis for at fremhæve hans egen græske arv. Han spillede en af seriens hovedpersoner, Jesse, der bor sammen med sin svoger, hvis afdøde kone var Jesses storesøster. Dannys bedste ven, Joey, bor også i huset sammen med dem. De tre hjælper hinanden med at opdrage tre unge piger. Jesse er først og fremmest kendt som den "bad boy", indtil han forelsker sig i og gifter sig med Rebecca Donaldson og får tvillingedrenge, Nicky og Alex. I 1995, efter otte sæsoner, sluttede serien. Stamos har siden opretholdt tætte relationer med co-stars Bob Saget, Dave Coulier, Lori Loughlin, Jodie Sweetin, Mary-Kate og Ashley Olsen, Andrea Barber og Candace Cameron Bure.

### 1996–2009: Senere karriere
Stamos har optrådt i adskillige tv-film, sceneproduktioner, tv-serier og reklamer. Han havde hovedroller i tv-serierne Thieves (2001) og Jake in Progress (2005). Begge serier havde flere afsnit før de blev aflyst.   I 2003 havde Stamos en gæsteoptræden på Friends, i sæson ni-afsnittet " The One with the Donor " og spiller her Chandlers kollega, som Monica og Chandler inviterer til middag, for at spørge om han vil være deres sæddonor. Stamos havde en gæsteoptræden i første afsnit af en sæson af MTV's The Andy Milonakis Show (2005), hvor han spiller sig selv. Han medvirkede kun i dette ene afsnit, hvor han nåede at blive fanget i et træ, få rabies og blev slået ned af en anden karakter. I A&E tv-filmen Wedding Wars (2006) spillede han hovedrollen som Shel, en homoseksuel bryllupsplanlægger. Han udtalte, at hans optræden afspejlede hans støtte til ægteskaber mellem personer af samme køn. 
Han har haft flere stemmerolle, fx i MTV's animerede serien Clone High i afsnittet, "Changes: The Big Prom: The Sex Romp: The Season Finale", hvor han spillede sig selv og som What's Global Warming Penguin i Bob Sagets parodifilm Farce of the Penguins. I 2005 havde Stamos en gæsteoptræden i to afsnit af sæson 12 af ER som paramediciner-turnuslægen Tony Gates. I 2006, i starten af ER' s 13. sæson, sluttede han sig til serien med en fast rolle. I februar 2008 optrådte Stamos i tv-serieudgaven af A Raisin in the Sun. I august 2008 var han roast master ved Comedy Centrals Roast of Bob Saget. 

### 2010 – nu:Grandfathered,Fuller Houseog andet arbejde
Den 8. juni 2010 blev det annonceret, at Stamos ville spille Carl Howell, Emma Pillsburys nye kæreste (Jayma Mays), i sæson to af ungdomsserien Glee.   I 2011 havde Stamos en gæsteoptræden i Law & Order: Special Victims Unit  og medvirkede i en CollegeHumor-video med Bob Saget.  Stamos gæsteoptrådte også som sig selv i Two and a Half Men som Charlies gamle ven, der var interesseret i at købe huset, indtil han finder ud af at det er Charlies hus.
Siden 2011 har Stamos optrådt i en række reklamer for Dannons græske yoghurtmærke Oikos; herunder hans første Super Bowl-reklame, der blev vist under Super Bowl 2012.  I februar 2012 blev det rapporteret, at Stamos ville indtage en af hovedrollerne i det nye Fox-drama Little Brother. Serien blev skabt af Everybody Loves Raymond-forfatteren Mike Royce, og handler om en mand, der finder ud af, at han har en ukendt halvbror. 
I marts 2013 fik Stamos en tilbagevendende rolle i USA Network-dramaet Necessary Roughness i løbet af sæson tre. Han spillede Connor McClane, chefen af et sports- og underholdningsfirma, der er interesseret i at ansætte Dani.  Stamos skulle spille hovedrollen i ABCs sæbeopera Members Only,  men serien blev ikke bragt til videre produktion. 
I april 2015 annoncerede Stamos på Jimmy Kimmel Live! at streamingtjenesten Netflix arbejdede på Full House-efterfølger med 13 afsnit, med titlen Fuller House, med plan om premiere den 26. februar 2016.  I september fik han hovedrollen i Fox' sitcom Grandfathered, sammen med Josh Peck, Christina Milian og Paget Brewster.  I 2016 optrådte Stamos i filmen My Big Fat Greek Wedding 2 og sluttede sig til Fox' sorte-komedieserie Scream Queens i den anden sæson, med den faste rolle som Dr. Brock Holt. 
I 2018 medvirkede Stamos i Lifetimes tv-serieudgave af bogen You som Dr. Nicky, der havde premiere den 9. september 2018.  Den 3. december 2018 blev det annonceret, at You ville flyttes til Netflix som en "Netflix Original" forud for premieren på anden sæson.  Den 24. juni 2019 blev det bekræftet, at Stamos ville genoptage sin rolle som Dr. Nicky i anden sæson af serien.  Den anden sæson blev udgivet den 26. december 2019. 

## Musik og teater
Stamos begyndte at lære at spille trommer, da han var fire, han begyndte derefter at spille guitar og startede sit eget band kaldet Destiny. Bandet spillede koncerter i forlystelsesparker og til fester. 

### Independent
Stamos optrådte på et independent udgivet album fra 1994 med titlen Shades of Blue sammen med Lanny Cordola, Gary Griffin, Sandra Stephens, Tony Guerrero og David Enos. Shades of Blue blev genudgivet digitalt via iTunes og andre kanaler i 2010 efter at have været udgået længe. Han optrådte på Broadway som The Emcee i Cabaret, som iGuido Contini n Nine og som J. Pierrepont Finch i How To Succeed in Business Without Really Trying.  Stamos fremførte Billy Joel-sangen " Lullabye (Goodnight, My Angel) " på et velgørende album fra 2006, Unexpected Dreams - Songs From the Stars.
Den 30. marts 2009 meddelte han, at han ville deltage i Broadway genopførslen af Bye Bye Birdie.  Stamos vandt Golden Icon-prisen i 2009–10 for bedste skuespiller i en musical for sin præstation i den produktion.  Stamos blev tildelt en stjerne på Hollywood Walk of Fame den 16. november 2009.  Stjernen er placeret på 7021 Hollywood Blvd.
Stamos optrådte sammen med John Fogerty den 24. april 2010 til en efterkampskoncert efter Tampa Bay Rays havde spillet. Stamos skiftede mellem at spille på tamburinen, trommerne og basguitaren gennem koncerten. I august 2011 optrådte Stamos i Hairspray på Hollywood Bowl som Corny Collins sammen med et all-star-cast. 
Den 10. juli 2012 begyndte Stamos at optræde i forestillinger på Broadway i Gore Vidals The Best Man som senator Joseph Cantwell.  Stamos genoptog sin rolle som Jesse Katsopolis til et "Jesse and the Rippers" genforening på Late Night med Jimmy Fallon den 19. juli 2013. Med introduktion af værten Fallon (der introducerede bandet som værende fra San Francisco og havde et hit gående nr 1 i Japan), fremførte Stamos et medley af sange fra Full House, herunder "Forever" og seriens temasang "Everywhere You Look". Bob Saget og Lori Loughlin optrådte også med cameoer. 
I 2014 instruerede Stamos musikvideoen " Let Yourself be Loved " for det Nashville-baserede band Diamond Carter, hvor bandets forsanger Tyler Tuohy optræder sammen med skuespilleren Nicky Whelan. Stamos blev også noteret som medforfatter til sangen sammen med Michael Gigante, og videoen blev udgivet på Yahoo Music den 21. maj 2014. 

### The Beach Boys
Stamos har lejlighedsvis, helt siden 1985, optrådt ved koncerter sammen med The Beach Boys, typisk på trommer og forskellige andre slaginstrumenter. I 1988 medvirkede han i deres video til sangen "Kokomo", hvor han spillede både conga-trommer og olietønde. I 1990 spillede han trommer for dem på titelsporet til komedien Problem Child og optrådte også i sangens musikvideo.
I 1992 sang han vokalen på en ny version af "Forever" til deres album Summer in Paradise. Sangen blev oprindeligt skrevet og sunget af Beach Boy Dennis Wilson og udgivet i 1970. Sangen blev også brugt to gange i Full House. Den første gang blev den sunget ved Stamos' karakters bryllup, mens den den anden gang blev sunget for karakterens tvillingesønner. I musikvideoen fra 1992, med titlen "Forever by Jesse and the Rippers" optræder Stamos. Tre af The Beach Boys-medlemmerne optræder kort og synger harmonier med Stamos: Carl Wilson, Bruce Johnston og Mike Love.
Andre optrædner omfatter:
- 4. juli 1985 i Ben Franklin Parkway i Philadelphia til en stor udendørs optræden, der bød på gæster som Jimmy Page, Joan Jett og Oak Ridge Boys. [34]
- 30. marts 2010 i en episode af ABC's Dancing with the Stars, hvor han spillede trommer, congas og guitar, og var på turne med dem det forår, ved bl.a. en optræden i Fort Myers, Florida. [35]
- Juni 2011 ved en velgørenhedskoncert for Terri Schiavo Life & Hope Network [36]
- Flere optrædener på deres 50. Reunion Tour (april - september 2012) [37]
- 26. maj 2013 spillede han til en koncert efter kampen på Great American Ball Park i Cincinnati, Ohio [38]
- 4. juli 2017, spillede til A Capitol Fourth-koncerten i Washington, DC [39]
- 4. juli 2018 var John vært for A Capitol Fourth-specialprogrammet på PBS og optrådte sammen med Beach Boys foran Det Hvide Hus i Washington, DC [40]

## Privatliv
Stamos er en stor fan af Elvis Presley og har ofte refereret til eller hyldet ham i serien Full House. Stamos begyndte at date model/skuespillerinde Rebecca Romijn i 1994, efter at de mødtes til et Victoria's Secret-modeshow, hvor hun gik catwalk. Stamos og Romijn blev forlovede juleaften 1997, og de giftede sig den 19. september 1998 på Beverly Hills Hotel.  De annoncerede deres separation i april 2004.  Stamos søgte om skilsmisse i august 2004  og den gik igennem den 1. marts 2005. 
Den 23. oktober 2017 annoncerede Stamos sin forlovelse med modellen og skuespilleren Caitlin McHugh efter et år som kærester.  I december 2017 annoncerede parret, at de ventede deres første barn med termin foråret 2018.  Stamos og McHugh giftede sig i februar 2018.  Parrets søn, William "Billy" Christopher Stamos, blev født 10. april 2018.  Sønnen er opkaldt efter Stamos' far.
Den 19. maj 2018 lancerede John og Caitlin Stamos deres nye smykkeserie, "St. Amos Jewelry", hvor 100% af overskuddet går til Foundation Childhelp. 

## Filmografi

### Tv
| År           | Titel                                        | Rolle                     | Noter                                                            |
| ------------ | -------------------------------------------- | ------------------------- | ---------------------------------------------------------------- |
| 1982–84      | General Hospital                             | Blackie Parrish           | Sæbeopera                                                        |
| 1984         | Dreams                                       | Gino Minnelli             | 12 afsnit                                                        |
| 1985         | Alice in Wonderland                          | Messenger                 | Tv-film                                                          |
| 1986         | Never Too Young to Die                       | Lance Stargrove           | Tv-film                                                          |
| 1986–87      | You Again?                                   | Matt Willows              | Fast rolle (26 afsnit)                                           |
| 1987–95      | Full House                                   | Jesse Katsopolis          | Fast rolle (192 afsnit)                                          |
| 1989         | The New Mickey Mouse Club                    | Jesse Katsopolis          | Afsnit: "Guest Day"                                              |
| 1990         | Daughter of the Streets                      | Joey                      | Tv-film                                                          |
| 1991         | Captive                                      | Robert Knott              | Tv-film                                                          |
| 1993         | The Disappearance of Christina               | Joe Seldon                | Tv-film                                                          |
| 1993         | Tales from the Crypt                         | Johnny Canaparo           | Afsnit: "Till Death Do We Part"                                  |
| 1994         | Fatal Vows: The Alexandra O'Hara Story       | Nick Pagan                | Tv-film                                                          |
| 1995; 1997   | The Larry Sanders Show                       | Sig selv                  | 2 afsnit                                                         |
| 1997         | Tracey Takes On...                           | Rob Trasca                | Afsnit: "Movies"                                                 |
| 1997         | A Match Made in Heaven                       | Tom Rosner                | Tv-film                                                          |
| 1998         | The Marriage Fool                            | Robert Walsh              | Tv-film                                                          |
| 1999         | Sealed with a Kiss                           | Bennett Blake             | Tv-film                                                          |
| 2000         | How to Marry a Billionaire: A Christmas Tale | Tom Nathan                | Tv-film                                                          |
| 2001         | Thieves                                      | Johnny                    | Fast rolle (10 afsnit); også producer                            |
| 2003         | Clone High                                   | Sig selv (stemme)         | Afsnit: "Changes: The Big Prom: The Sex Romp: The Season Finale" |
| 2003         | Friends                                      | Zack                      | Afsnit: "The One with the Donor"                                 |
| 2003         | The Reagans                                  | John Sears                | Tv-film                                                          |
| 2005         | The Andy Milonakis Show                      | Sig selv                  | Afsnit 3                                                         |
| 2005–06      | Jake in Progress                             | Jake Phillips             | Fast rolle (21 afsnit); også producer                            |
| 2005–09      | ER                                           | Dr. Tony Gates            | Fast rolle (65 afsnit)                                           |
| 2006         | Wedding Wars                                 | Shel Grandy               | Tv-film                                                          |
| 2008         | Comedy Central Roast of Bob Saget            | Sig selv/Roastmaster      | Special                                                          |
| 2008         | A Raisin in the Sun                          | Carl Lindner              | Tv-film                                                          |
| 2008         | The Two Mr. Kissels                          | Andrew Kissel             | Tv-film; også producer                                           |
| 2010         | Entourage                                    | Sig selv                  | Afsnit: "Tequila Sunrise"                                        |
| 2010–11      | Glee                                         | Dr. Carl Howell           | 4 afsnit                                                         |
| 2011         | Law & Order: Special Victims Unit            | Ken Turner                | Sæson 12, afsnit: "Bang"                                         |
| 2011, 2015   | Two and a Half Men                           | Mulig huskøber / Sig selv | 2 afsnit                                                         |
| 2012         | Secrets of Eden                              | Pastor Drew               | Tv-film                                                          |
| 2013         | The New Normal                               | Brice                     | 5 afsnit                                                         |
| 2013         | Necessary Roughness                          | Connor McClane            | 10 afsnit (sæson 3)                                              |
| 2013         | Losing It with John Stamos                   | Sig selv/vært             | Web serie (20 afsnit); også executive producer                   |
| 2013         | I Am Victor                                  | Victor                    | Usendt pilotafsnit                                               |
| 2015         | Members Only                                 | Randy                     | Aflyst før premiere                                              |
| 2015         | Galavant                                     | Sir Jean Hamm             | 2 afsnit                                                         |
| 2015–16      | Grandfathered                                | Jimmy Martino             | Fast rolle (22 afsnit); også executive producer                  |
| 2016–20      | Fuller House                                 | Jesse Katsopolis          | Tilbagevendende rolle; også executive producer                   |
| 2016         | Scream Queens                                | Dr. Brock Holt            | Fast rolle (sæson 2)                                             |
| 2017         | Who Do You Think You Are?                    | Sig selv                  | 1 afsnit                                                         |
| 2017–20      | A Capitol Fourth                             | Sig selv/vært             | Optrådte også med The Beach Boys                                 |
| 2018–19      | You                                          | Dr. Nicky                 | Tilbagevendende rolle: sæson 1; special gæsteoptræden: sæson 2   |
| 2019         | Historical Roasts                            | John Wilkes Booth         | Afsnit: "Abraham Lincoln"                                        |
| 2019         | The Little Mermaid Live!                     | Chef Louis                | Special                                                          |
| 2021-present | Big Shot                                     | Marvyn Korn               | Fast rolle                                                       |
| 2021         | Muppets Haunted Mansion                      | Sig selv                  | Special                                                          |

### Film
| År   | Titel                      | Rolle                         | Noter       |
| ---- | -------------------------- | ----------------------------- | ----------- |
| 1986 | Never Too Young to Die     | Lance Stargrove               |             |
| 1991 | Born to Ride               | Cpl. Grady Westfall           |             |
| 2000 | Dropping Out               | Ronny                         |             |
| 2001 | My Best Friend's Wife      | Steve Richards                |             |
| 2003 | Party Monster              | Talk Show Host                |             |
| 2004 | I Am Stamos                | Himself                       | Kortfilm    |
| 2004 | Knots                      | Cal Scoppa                    |             |
| 2006 | Farce of the Penguins      | What's global warming Penguin | Stemmerolle |
| 2006 | Wedding Wars               | Shel Grandy                   | Tv-film     |
| 2010 | Father of Invention        | Steven Leslie                 |             |
| 2014 | My Man Is a Loser          | Mike                          |             |
| 2014 | They Came Together         | Assistant Engineer            | Cameo       |
| 2016 | My Big Fat Greek Wedding 2 | George                        |             |

## Priser og nomineringer
| År   | Pris                   | Kategori | Arbejde                            | Resultat  |
| ---- | ---------------------- | --- | ---------------------------------- | --------- |
| 1982 | Daytime Emmy Awards    | Outstanding Actor in a Supporting Role in a Daytime Drama Series                                                                                           | General Hospital                   | Nomineret |
| 1983 | Soapy Awards           | Outstanding Actor in a Supporting Role | General Hospital                   | Vundet    |
| 1983 | Soapy Awards           | Most Exciting New Actor | General Hospital                   | Vundet    |
| 1983 | Young Artist Awards    | Best Young Actor in a Daytime Series | General Hospital                   | Nomineret |
| 1984 | Young Artist Awards    | Best Young Actor in Daytime Soap | General Hospital                   | Vundet    |
| 1985 | Young Artist Awards    | Best Young Actor in a Television Comedy Series | Dreams                             | Nomineret |
| 2000 | Primetime Emmy Awards  | Outstanding Miniseries delt med Craig Zadan, Neil Meron, Jeff Bleckner, John Whitman                                                                       | The Beach Boys: An American Family | Nomineret |
| 2004 | TV Land Awards         | Quintessential Non-Traditional Family delt med Candace Cameron Blue, Dave Coulier, Lori Loughlin, Mary-Kate Olsen, Ashley Olsen, Bob Saget & Jodie Sweetin | Full House                         | Nomineret |
| 2007 | TV Land Awards         | Favorite Elvis Impersonation | Full House                         | Vundet    |
| 2016 | People's Choice Awards | Favorite Actor in a New TV Series | Grandfathered                      | Vundet    |
| 2018 | Primetime Emmy Awards  | Outstanding Children's Program | Fuller House                       | Nomineret |